# Scanel
Scanel International A/S er en dansk installationsvirksomhed, der er lokaliseret i Frederikshavn med en afdeling i Odense. Deres kompetencer er primært inden for elinstallation til den maritime sektor, industri og vedvarende energi. 
I 2024 havde Scanel 224 ansatte. Virksomheden blev etableret i 1981 af elektriker Ole Thue Hansen. I dag har virksomheden fem forskellige ejere.